# 지중해 대학교 연합
지중해 대학교 연합(이탈리아어: Unione delle università del Mediterraneo ,UNIMED)은 지중해만에 기초한 (또는 지중해 지역에 특정 관심을 지닌) 84개의 대학으로 구성된다. .

## 이사회
- 회장: 교수. Abderraouf Mahbouli (투니스 대학교 / 투니시아)
- 부회장: 교수. Domenico Laforgia (살렌토 대학교 - 이탈리/레체)
- 총 비서: 교수. Franco Rizzi (로마 트레 대학교 - 이탈리/로마)

## UNIMED 구성원
| 나라       | 대학교 |
| ---------- | --- |
| 알바니아   | 티라나 대학교 |
| 알제리     | 아부 바크르 벨카이드 대학교 안나바 대학교 알제르 대학교 베자이아 대학교 블리다 대학교 콘스탄틴 대학교 에콜폴리테크니크 도시건축 모스타가넴 대학교 오란 대학교 티지 우주 대학교 |
| 키프로스   | 키프로스 기술 대학교 키프로스 대학교 |
| 이집트     | 과학기술과 해양수송 아랍대학교 알렉산드리아 대학교 카이로 대학교 |
| 핀란드     | 탬페어 대학교 |
| 프랑스     | 몽펠리어 2대학교 파리 제8대학교 폴 세잔 대학교 |
| 그리스     | 아테네 국립 카포디스트리아 대학교 판테이온 대학교 |
| 이스라엘   | 네게브의 벤-구리온 대학교 히브리 대학교 예루살렘 텔아비브 대학교 |
| 이탈리아   | 사피엔자 대학교 로마 데글리 교육 2대학 나폴리 로마트레 대학교 바리 대학교 볼로냐 대학교 카메리노 대학교 카타니아 대학교 페루지아 외국인 대학교 메시나 대학교 모데나 레지오 대학교 몰리세 대학교 나플레스 페데리코 2세 대학교 파도바 대학교 팔레르모 대학교 페루지아 대학교 성 피오 5세 대학교 로마 레지오 칼라브리아 대학교 살렌토 대학교 사사리 대학교 테라모 대학교 투린 대학교 우르비노 대학교 |
| 요르단     | 알알베이트 대학교 하셰미트 대학교 요르단 대학교 |
| 레바논     | 레바논 대학교 세인트에스프리 카슬릭대학교 |
| 몰타       | 말타 대학교 |
| 모로코     | 카디 아야드 대학교 하산 2 아인 초크 대학교 이브누 조르 대학교 모하메드 4 대학 |
| 몬테네그로 | 몬테네그로 대학교 |
| 팔레스타인 | 알아자르 대학교 가자 안나자 국립 대학교 베틀레헴 대학교 비르자이트 대학교 |
| 포르투갈   | 아바이로 대학교 에보라 대학교 |
| 슬로베니아 | 프리모르스카 대학교 |
| 스페인     | 컴플루텐스 대학교 마드리드 코르도바 대학교 바르셀로나 대학교 그라나다 대학교 발렌세아 대학교 |
| 시리아     | 알바아트 대학교 다마스쿠스 대학교 티르쉬렌 대학교 알레포 대학교 |
| 튀니지     | 카르타고 대학교 투니스 엘마나르 대학교 투니스 대학교 스팍스 대학교 수세 대학교 |
| 튀르키예   | 보가지시 대학교 이스탄불 대학교 중동 기술대학교 |